# Golfo de Papagayo
El golfo de Papagayo es un golfo de Costa Rica situado en la costa noroccidental del país, en aguas del océano Pacífico. Sus costas pertenecen a la provincia de Guanacaste.
El golfo de Papagayo y su litoral es el centro de un proyecto turístico importante para la administración de Costa Rica. En este sentido, varias cadenas hoteleras de alta gama y promotores inmobiliarios planean convertir esta región en un modelo de centro turístico donde el entorno natural y el desarrollo comercial puedan coexistir. Entre los destinos más populares en el golfo de Papagayo están Playa Cabuyal, Nacazcolo, Playa Naranjo, Playa Ocotal, Playas del Coco, Playa Hermosa y Playa Panamá. La península de Papagayo es el área más desarrollada en la región del golfo.
También constituye una notable atracción turística el Parque nacional Santa Rosa.
- Datos: Q1934989